# 197 (liczba)
197 (sto dziewięćdziesiąt siedem) – liczba naturalna następująca po 196 i poprzedzająca 198.

## W matematyce
- 197 jest czterdziestą piątą liczbą pierwszą, następującą po 193 i poprzedzającą 199[1]
- 197 jest mniejszą z liczb bliźniaczych (197, 199)[2][3]
- 197 jest liczbą bezkwadratową[4]
- 197 jest liczbą Ulama[5]
- 197 jest sumą kolejnych siedmiu liczb pierwszych (17 + 19 + 23 + 29 + 31 + 37 + 41)
- 197 jest sumą pierwszych dwunastu liczb pierwszych (2 + 3 + 5 + 7 + 11 + 13 + 17 + 19 + 23 + 29 + 31 + 37)
- 197 jest palindromem liczbowym, czyli może być czytana w obu kierunkach, w pozycyjnym systemie liczbowym o bazie 6 (525) oraz bazie 14 (101)
- 197 należy do dwóch trójek pitagorejskich (28, 195, 197) e (197, 19404, 19405).

## W nauce
- liczba atomowa unennseptium (niezsyntetyzowany pierwiastek chemiczny)
- galaktyka NGC 197
- planetoida (197) Arete
- kometa krótkookresowa 197P/LINEAR

## W kalendarzu
197. dniem w roku jest 16 lipca (w latach przestępnych jest to 15 lipca). Zobacz też co wydarzyło się w roku 197, oraz w roku 197 p.n.e.